# Colegio Santo Domingo (Ramos Mejía)
El Colegio Santo Domingo es un instituto educativo argentino privado, católico y mixto perteneciente a la Orden de Predicadores, ubicado en la ciudad de Ramos Mejía de la Provincia de Buenos Aires, en la diócesis de San Justo. Presenta tres niveles educativos: inicial, primario y secundario, además de ofrecer un curso de profesorado.
Fundado en 1915 por la Congregación de Hermanas Dominicas de la Anunciata, posee dos sedes: la Sede Central Escolar (donde se encuentra el propio establecimiento educativo) y el Campo de Deportes. La escuela atrae alumnos de una amplia parte de la zona metropolitana bonaerense, pero la mayoría provienen de las localidades de Ramos Mejía, Haedo, Morón, Villa Sarmiento y Ciudadela. 
Los alumnos son de todas las creencias religiosas, sin embargo, la escuela tiene una orientación católica. Los alumnos pueden prepararse para recibir su Primera Comunión y la confirmación, además de poder asistir a misas semanales. Si bien el programa de catequesis es obligatorio, la participación en todas las actividades religiosas es opcional.
Calificado como uno de los colegios de mayor nivel y exigencia académica dentro del Partido de La Matanza, tiene más de cincuenta profesores e integra diversos programas educativos en convenio con distintas universidades —ya sean públicas o privadas— a fin de lograr un mejor rendimiento académico general y que los alumnos reciban una adecuada preparación para poder cursar en el futuro cualquier tipo de facultad.

## Historia
San Francisco Coll fundó el 16 de agosto de 1856 la Congregación de las Hermanas Dominicas de la Anunciata. Esta hermandad tuvo una abocación a la educación, y tuvo una amplia expansión geográfica, estableciendo institutos en países de América del Sur, Europa, África, entre otros.
La Orden de Predicadores —de la que está adherida la escuela— fue fundada, por su parte, en 1216 por Santo Domingo de Guzmán. 

### Fundación y primeros años
En 1915, un grupo de hermanas dominicas provenientes de Alberti arribaron a Ramos Mejía con la idea establecer un establecimiento educativo. Adolfo Bougle, vecino de la zona y secretario del Consejo Nacional de Educación de Buenos Aires, cedió el terreno donde se encuentra el actual edificio.

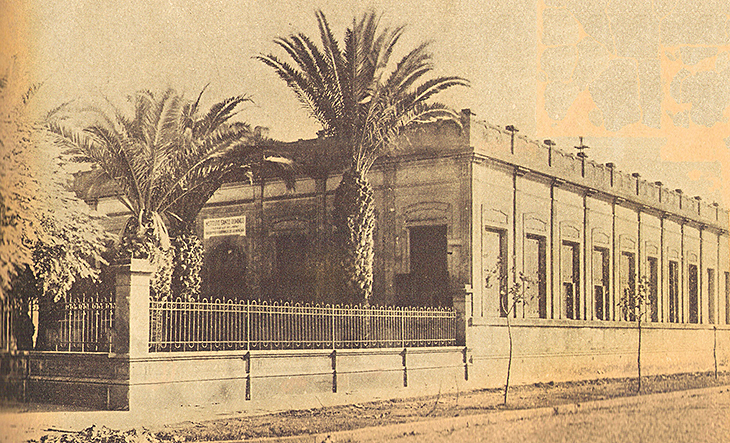
Edificio del Colegio en su fundación

Bajo el nombre de Escuela Nicolás Avellaneda —en honor al ex-Presidente de la Nación—, la agrupación de hermanas compuesta Rosa Agusti, Rosa Girones, Luisa Domingo, Ángeles Butiña y Josefa Sellarés fundaron el instituto el día 7 de marzo de 1915. En sus primeros años, el colegio atendió, sin distinción de género, únicamente el nivel primario.
Hacia los años 1930, la escuela contaba tanto con varones y mujeres dentro de sus matriculados. No obstante, luego dejó de recibir alumnos hombres, convirtiéndose así en un colegio femenino. En 1937, en honor a Domingo de Guzmán, fue adoptada la denominación actual de «Colegio Santo Domingo». El cambio se debió a que dicho nombre ya estaba en uso por un colegio nacional en la ciudad de Buenos Aires. Al año siguiente, se inició la Escuela de carácter profesional, inaugurándose el nivel secundario en 1943. En 1948, egresó el primer alumnado.
La enseñanza religiosa fue suprimida en 1954 mediante el Decreto nacional 20564/54 dictado por el presidente Juan Domingo Perón. En ese mismo año, se inauguró la capilla del colegio. Recién en 1956, retornaron las clases de dicha asignatura, tras un Golpe de Estado que derrocó al gobierno peronista en septiembre de 1955.

### Modificaciones y nuevas tradiciones
En 1966, se produjo un nuevo golpe de Estado en Argentina que dio origen a una dicatadura cívico-militar permanente que recibió el nombre de «Revolución Argentina». El nuevo gobierno estableció una reforma de formación docente que aún perdura en la actualidad. La política reglamenta que, para ejercer la docencia, se debe realizar un curso de profesorado. Hasta ese entonces, un egresado de la educación secundaria podría profesar este empleo. El colegio inauguró la sección de profesorado en 1971.
En la década de 1980, fue abierta la educación mixta, logrando rápidamente un buen número de alumnos hombres. En 1995, tras comprar unos terrenos en Parque Leloir, el colegio inauguró su Campo de Deportes. Adaptándose a las reformas educativas impuestas por el Gobierno nacional argentino, dividió el Polimodal en dos secciones: la primera en «Humanidades y Ciencias Sociales» y la segunda en «Economía y Gestión de las organizaciones». Así, fue iniciado un proyecto educativo que consistía en cambiar su perfil escolar estudiantil, pasando a ser un colegio más abierto, diverso con la inclusión de actividades extraprogramáticas.
En 2015, el colegio festejó su centenario.

## Instalaciones

### Sede Central Escolar

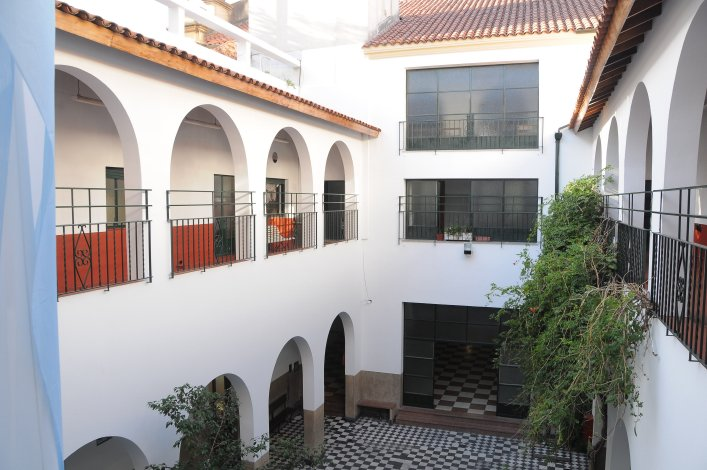
Segunda planta del colegio.

La sede central escolar tiene su sede en la calle Álvarez Jonte, de la localidad de Ramos Mejía (que pertenece al Partido de La Matanza), a dos cuadras de la Estación Ramos Mejía y al frente de la plaza Domingo Faustino Sarmiento. Es uno de los edificios más tradicionales de la ciudad, ubicándose al límite con el partido de Morón.
El establecimiento cuenta con tres plantas, junto con una planta intermedia. Su acceso principal es por la mencionada calle Álvarez Jonte, donde funciona la portería. El hall principal conecta la biblioteca, el salón de profesores y la sala de profesores. Al final del hall se encuentran dos patios cubiertos y uno descubierto, donde se distribuyen las aulas pertenecientes al nivel primario. La escuela cuenta con un gimnasio multi-usos, del cual se accede por el segundo patio o por el segundo acceso por la calle General Ricchieri. Por este último, puede accederse por un costado al jardín de infantes.
La segunda planta se divide en dos secciones. En la primera, las aulas correspondientes a la secundaria básica, el laboratorio y los comedores se encuentran las aulas correspondientes al nivel secundario distribuidos a lo largo de un perímetro. Ambas secciones están conectadas por dos claustros y un sendero que demarcan la capilla del colegio, donde se celebran diversos eventos de índole católica. En la segunda sección, además de encontrarse las aulas correspondiente a secundaria superior, posee una escalera que conduce al salón de teatro.
Las dos plantas están interconectadas por una planta intermedia donde se ubican dos salones de informática y un salón de inglés (que cuenta con audífonos). En la última planta se encuentra la residencia de las hermanas.

### Campo de Deportes
El Campo de Deportes San Francisco Coll es un complejo de 2 ha (0,02 km²) parquizadas ubicado en Parque Leloir, partido de Ituzaingó, provincia de Buenos Aires, sobre la calle Gobernador Guillermo Udaondo. Está abierto al alumnado sólo durante las clases de educación física, que son de carácter obligatorio. Construido en 1995, ofrece tres canchas, una más pequeña de pasto, una de mini-voley, una pileta de natación y un sector recreativo con juegos infantiles. Además de las instalaciones de baños y vestuarios, posee un quincho y habitaciones cubiertas.
Los deportes que se practican en el Campo de Deportes son atletismo, fútbol, hándbol, hockey sobre césped, softbol y voleibol.

## Tradición
La tradición de la escuela es católica. Pese a esto, el instituto acepta a estudiantes que profesen otras religiones, habiendo también profesores con creencias diferentes. Hay diversidad también en la nacionalidad, la cultura e ideología de los estudiantes. Sin embargo, el compromiso con los objetivos y criterios es consistente en toda la comunidad del colegio. Realiza diversos proyectos institucionales. Uno de ellos es el día de la convivencia en el que los alumnos, en lugar de tener clases normales, asisten a una jornada de recreación y juegos que sirvan como forma de mejorar el desarrollo de relaciones entre los estudiantes. El colegio celebra dos misas al año: una es el Día del Padre Coll, en el que se conmemora el aniversario de nacimiento el 18 de mayo, y otra el Día del Santo Domingo, donde se conmemora, por su parte, el fallecimiento del fundador de la orden domincana.
Otra tradición que se realiza anualmente consiste en realizar un simulacro de una reunión de la Organización de las Naciones Unidas, donde a cada alumno se le asigna, por sorteo, un país miembro, en el que debe preparar un discurso defendiendo las posturas políticas de dicha nación. En el ámbito deportivo, el instituto envía a competir un equipo de fútbol a la Copa Coca-Cola. Organiza, a su vez, campeonatos colegiales tanto de fútbol como de atletismo.

## Plan de estudios
El plan de estudios del Colegio está coordinado por departamentos (uno por cada materia) y su organización recae sobre un docente en particular, que es jefe del mismo.
En 2004, el instituto firmó un convenio con la Universidad Tecnológica Nacional (UTN) en el cual se integra al alumnado a un innovador programa educativo en las clases de informática, teniendo el alumno la opción de rendir un examen de «certificación de conocimientos». El Instituto de Enseñanza Superior en Lenguas Vivas Juan Ramón Fernández ofrece también dicha posibilidad en la materia de inglés. La orientación en economía cuenta con el aval de la Universidad Argentina de la Empresa (UADE) tras la firma de un convenio en 2005.
Además de las tradicionales cátedras de catequesis y las orientaciones académicas a partir de Secundaria superior, las clases de inglés se dividen en dos categorías, una de nivel alto y otra de nivel bajo, según los conocimientos sobre este lenguaje de cada estudiante. Ofrece una academia de inglés.
El instituto ofrece realizar un curso de profesorado, donde se le otorga al egresado su título oficial de validez nacional, lo que lo habilita  para ocupar cargos
en establecimientos municipales, provinciales, oficiales o privados.